# Ta mère!
Ta mère! is een romantische komedie uit 2015 van Touria Benzari. Het is de eerste langspeelfilm van de regisseur en is een samenvloeiing van haar drie korte films die zijn uitgekomen tussen 2011 en 2014, zijnde Mariage Blues, Rock 'n' Bled en Le prix de la fiancée.

## Verhaal
Sofia is een 17-jarige Franse van Marokkaanse origine die met haar familie in Dijon woont. Tijdens een reis naar Marrakesh wordt ze verliefd op Salim. De moeders van beide tieners zijn zo enthousiast over de jonge liefde dat ze zo snel mogelijk een huwelijk willen organiseren. De tieners echter zijn hier niet mee opgezet, voornamelijk vanwege de lange reizen tussen Dijon en Marrakesh.

## Rolverdeling
| Acteur              | Personage      |
| ------------------- | -------------- |
| Sofiia Manousha     | Sofia          |
| Salim Kechiouche    | Salim          |
| Julie Gayet         | Juliette       |
| Barbara Cabrita     | Marie          |
| Akéla Sari          | Sofia's moeder |
| Abdelkrim Bahloul   | Sofia's vader  |
| Nadia Niazi         | Salims moeder  |
| Boubker Fahmi       | Salims oom     |
| Sarah Jane Marshall | Emilie         |
| Anas El Baz         | Karim          |